# Lubrykant

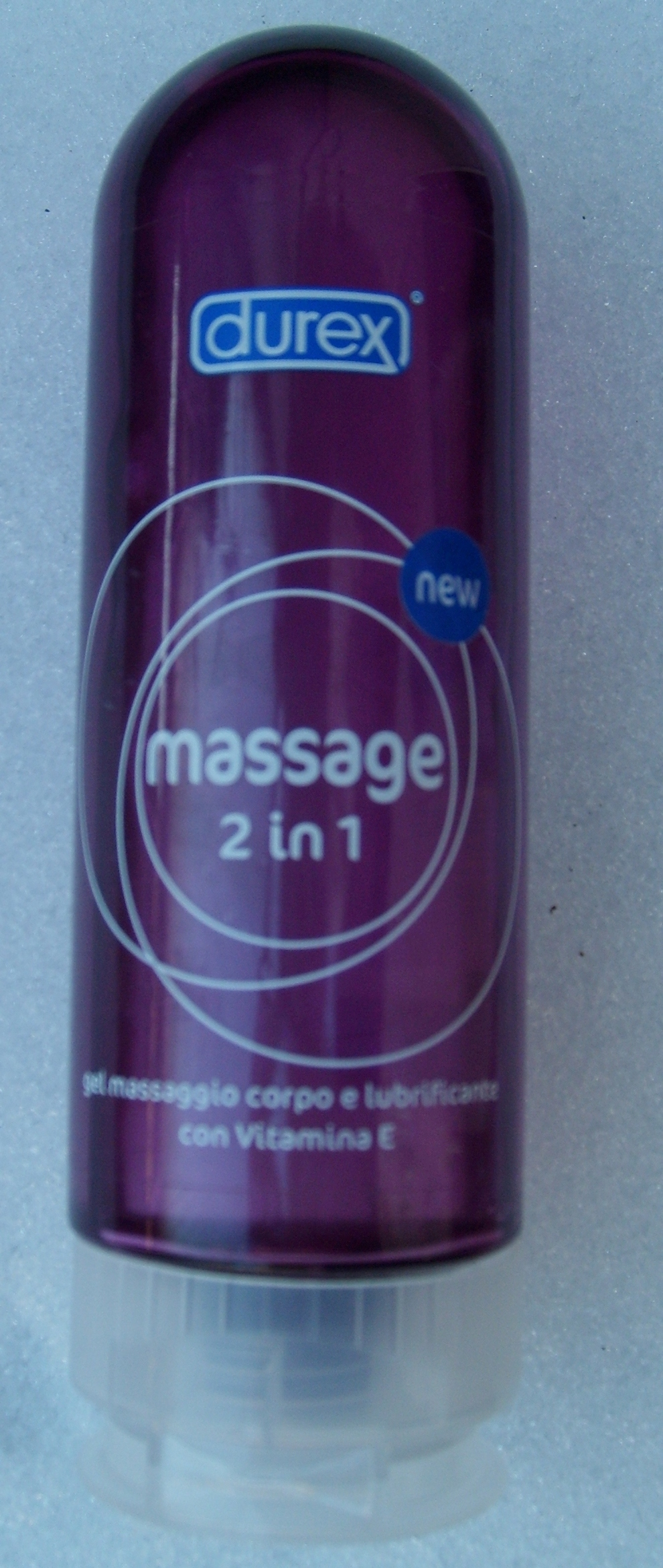
Przykładowy lubrykant

Lubrykant – ogólnie jest to substancja zmniejszająca tarcie pomiędzy dwiema dowolnymi, znajdującymi się w ruchu powierzchniami, inaczej smar.
W języku polskim lubrykantami najczęściej nazywane są substancje (najczęściej żele) nawilżające pochwę lub odbyt i odbytnicę w celu ułatwienia stosunków płciowych, szczególnie w przypadku występowania suchości tych miejsc. Oprócz nawilżania lubrykant może także działać przeciwzapalnie i stymulująco. Lubrykanty służą również do nawilżania akcesoriów erotycznych, takich jak wibrator i masturbator.
Ponieważ substancje na bazie olejów uszkadzają prezerwatywy, najczęściej lubrykanty są na bazie wody oraz na bazie silikonu.
Używanie do zmniejszenia zbyt dużego tarcia podczas stosunku zwykłych kremów, oliwek do ciała, masła – oprócz ewidentnej wady w postaci niszczenia prezerwatyw, ma także inną – często niemiły smak. Tej wady w większości są pozbawione specjalne lubrykanty, zatem ich używanie nie ma pod tym względem nieprzyjemnego efektu ubocznego podczas seksu oralnego. 
Funkcję nawilżającą spełnia też ślina pozostawiana podczas cunnilingus (seks oralny) lub anilingus albo umieszczona na genitaliach specjalnie w celu nawilżającym.
Specjalne lubrykanty można kupić w aptekach, drogeriach, itp. W handlu lubrykanty występują również pod nazwami typu: „żel intymny”, „żel nawilżający".